# Tamyra Mensah-Stock
Tamyra Mensah-Stock (født 11. oktober 1992) er en amerikansk bryder, der konkurrerer i fristil.
Hun repræsenterede USA ved sommer-OL 2020 i Tokyo, hvor hun tog guld i 68 kg.